# Curreya pityophila
Curreya pityophila är en svampart som först beskrevs av J.C. Schmidt & Kunze, och fick sitt nu gällande namn av Arx & E. Müll. 1975. Curreya pityophila ingår i släktet Curreya och familjen Cucurbitariaceae.  Arten är reproducerande i Sverige. Inga underarter finns listade i Catalogue of Life.